# Drosophila fundita
Drosophila fundita är en tvåvingeart som beskrevs av Elmo Hardy 1965. Drosophila fundita ingår i släktet Drosophila och familjen daggflugor.
Artens utbredningsområde är Hawaii.